# Кампиносская пуща
Кампино́сская пу́ща (пол. Puszcza Kampinoska) — наименование лесного массива, который располагается в Польше, в Мазовецком воеводстве на северо-западном направлении от Варшавы на Мазовецко-Подлясской низменности. С севера и востока пуща ограничена руслом Вислы, на западе — руслом реки Бзуры и с юга — склонами более высокой Ловицко-Блонской равнины. Площадь леса составляет 670 квадратных километров. Около 270 квадратных километров занимает лес. В настоящее время большую часть Кампиносской пущи занимает одноимённый национальный парк.

## История
Первыми поселениями в глубине пущи были населённые пункты Трускав и Вулька-Заборовска, которые возникли в XV веке. В XVI веке лес стал собственность королевского двора. С 1590 года доход с леса шёл на общественные нужды. С этого времени лес стал использоваться для извлечения доходов — совершался сплав брёвен по Висле до Гданьска, добывались дёготь, смола и древесный уголь. Наибольший ущерб состоянию леса принесла вырубка в XVIII веке. В XIX веке в лесу производилась мелиорация болот с одновременной вырубкой ольхи. Во время Первой мировой войны лес использовался для добычи деревянного материала при строительстве оборонительных сооружений германской и российской армиями. В период между двумя мировыми войнами благодаря усилиям профессоров-ботаников супругов Романа и Ядвиги Кобендза были созданы первые природные резерваты в окрестностях населённых пунктов Граница (в 1936 году) и Серакув (в 1937 году).
Лес был ареной важнейших исторических событий в истории Польши. В 1410 году на западная часть пущи входила в территорию боевых сражений при Грюнвальдской битве. В 1794 году на северной части леса проходила польская дивизия под командованием Яна Генрика Домбровского. Во время январского восстания в пуще скрывались восставшие. Осенью 1939 года в лесу проходили сражения между немецкими и польскими войсками (Битва на Бзуре и Пальмирская оборона). Во время немецкой оккупации в лесу в окрестностях населённого пункта Пальмиры производились массовые расстрелы мирного польского населения.
В 1959 году на территории пущи был создан Кампиносский национальный парк, который в настоящее время занимает 12 % от общей площади пущи. Около 80 % территории леса имеет частично охранный статус и около 7 % — статус ландшафтного парка.
С 2000 года лес носит статус биосферного заповедника под названием «Кампиносская пуща». Европейский парламент придал пуще статус птичьего заповедника международного значения.
В настоящее время через Кампиносскую пущу проходит туристический велосипедный маршрут.

## Описание
Пуща имеет широтное расположение и протянулась широкой полосой с востока на запад и характеризуется широким разнообразием ландшафта. Особенностью Кампиносской пущи является попеременное контрастное расположение болот и песчаной почвы. Болота образовались на месте бывшего русла Вислы. На границах болотных участках находятся сухие песчаные участки параболической формы. Кампиносская пуща находится под влиянием приморского и континентального климата, реки Вислы и городского агломерации Варшавы. В отличие от соседних местностей климат в пуще характеризуется более холодными или тёплыми воздушными массами. Среднегодовая температура составляет 7,8 °C. Среднегодовое количество осадков составляет 530 мм.

### Флора и фауна
В лесу доминирует произрастающий на песчаной земле сосновый бор. Некоторые сосны достигает 200-летнего возраста. Большая часть современного древостоя сегодня имеет искусственный монокультурный восстановительный характер. Лиственный лес, состоящий в основном из ольхи и пойменных лесов, произрастает на болотных участках. Сосновые участки постепенно естественно заменяются лиственными деревьями. Этот естественный процесс находится под наблюдением природоохранных государственных служб, которые постоянно проводят вырубку лиственных деревьев в смешанном лесе. В прошлом для укрепления почвы и украшения ландшафта в пуще были посажены деревья из Северной Америки, такие как красный дуб, сосна жёсткая и сосна Банкса.
В лесу произрастают редкие растения, к которым, в частности, относятся реликтовый хамедафне и польский эндемик чёрная берёза, встречающийся кроме Кампиносской пущи также ещё в некоторых лесах южной и западной Польши.
Среди млекопитающих в пуще обитают лось, олень, европейская косуля, кабан, бобр, рысь, выдра, енот, барсук и лисица,